# Ourapteryx persica
Ourapteryx persica är en fjärilsart som beskrevs av Ménétriés 1832. Ourapteryx persica ingår i släktet Ourapteryx och familjen mätare. Inga underarter finns listade i Catalogue of Life.